# 福井裕佳梨
福井 裕佳梨（ふくい ゆかり、本名同じ、1982年10月28日 - ）は、日本の声優、女優、歌手、アイドル、司会者。神奈川県平塚市出身。

## 来歴
五領ヶ台高校卒業。桜美林大学中退。
子供の時はいつでもどこでも喋っており、いつでもどこでもなにかしている子供であった。
小さい頃に見たアニメ『魔法の天使クリィミーマミ』のマミに憧れて芸能に興味を持つ。当時から声優には憧れていたが、喋ることが遅くマイペースな子供だったため、「絵に合わせて声を出していくことについていけるのだろうか？」と思っており、活舌が悪く「これでは声優はきびしいだろうなあ……」と声優への道は断念していた。
小学6年生の時、友達グループを結成したことからタレントになろうと思った。
中学在学中演劇部に入り役者を志し、友人と一緒に受けたオーディションに合格、1997年にピザ・カリフォルニアのCMでデビュー。『すッぴん』の表紙・巻頭でグラビアデビュー。声優デビューは1998年『彼氏彼女の事情』（テレビアニメ）の瀬奈りか役。テレビアニメ『新世紀エヴァンゲリオン』が好きであり、ガイナックスからの『彼氏彼女の事情』の声優オーディションに誘われたという。2000年には映画『守ってあげたい!』に出演し、さらにグラビアアイドルの登竜門「日テレジェニック」に選出される。同年5月にはテレビドラマ『ナツのツボミ』で初主演。また、シドニーオリンピックのサポーターガールも務めた。舞台ではミュージカル『魔法使いサリー』（2000年）、『赤毛のアン』（2001年）でそれぞれ主演を務める。2003年6月から病気療養に入るが、2004年2月に復帰。GAINAX20周年記念OVA『トップをねらえ2!』の主人公ノノ役に抜擢される。2005年に『Vステ冬の陣』の打ち上げ特番をつとめる。2006年9月15日から17日の間、ドイツ・カッセルで開催されたドイツ最大級の日本マンガ・アニメ イベント「Connichi 2006」に日本の声優として初めてゲストとして招待された。
2007年には自身も声優として出演するアニメ『Saint October』でエンディングテーマを担当、歌手としてCDデビューを果たす。
2008年にはお笑いの聖地『ルミネtheよしもと』で、前田登（はりけ〜んず）が主催する「オタクコントLIVE☆全国萌え巡りツアー登風〜勇者ちゃま20周年の大冒険！〜」で前田と漫才を披露した。
2014年6月、福井裕佳梨のマネジメント業務を株式会社ケイハイブが行うことが、公式ブログおよびサポーターズクラブ"Yukalyric"にて発表された。
サポーターズクラブ"Yukalyric"は、2015年7月末サービス終了。
2018年7月から、ウェーブマスターでマネジメント業務が行われることが発表される。
2016年8月、当人のブログにて、タブリエ・コミュニケーションズ株式会社取締役の山本健司と結婚していた事を発表した。2019年4月4日、2017年12月に離婚していたことを発表。
2023年9月7日、前年末に一般人男性と再婚したことをブログで報告した。
2023年12月よりフリーで活動中。
2024年9月、第1子出産。

## 特色
デビュー以後グラビアアイドル、女優、声優としての活動を並行して本格的に行っている。声優としての知名度が上がってから以降も、年に数回の舞台及び映画出演やグラビアアイドルとしてのイメージDVD、写真集のリリースは継続し、写真集『ゆかりんの本』の帯には「人気声優でグラビアアイドル」のキャッチコピーも書かれた。2006年10月発売のDVD『ゆかりん10周年記念日』において「ラスト水着」を表明していたが、それ以来となる2010年発売のDVD『ゆかりん物語』では再び水着姿を披露している。2014年、AT-X声優バラエティ祭りキャンペンガールとしても水着姿を披露した。

## 人物
特撮ドラマが好き。兄と弟がいる影響で子供の頃から観ており、1998年の雑誌『宇宙船』でのインタビューでは好きな作品に『地球戦隊ファイブマン』を挙げている。好きなお菓子は「ビックリマンチョコ」と「ねるねるねるね」。仏教や座禅にも興味がある。さだまさしファンでもある。
趣味は、絵を書くこと、演劇鑑賞、ゲーム、アニメ、スポーツ全般、カラオケ、交換日記など。少女漫画風のイラストが得意。また、スポーツも得意である。
学生時代で得意な科目は体育、美術、音楽、家庭科、苦手な科目は算数、数学、社会、世界史、英語を挙げている。
Webラジオ『DIEBUSTER WEB RADIO TOP! LESS』にて20代の内に結婚したいと発言。
『トップをねらえ2!』のノノは、企画構想の早い段階から福井に出演依頼することを想定し、福井をイメージしてキャラクターが形作られたという。「ビックリマンチョコが好物」という裏設定も福井本人に由来するものである。

## 出演（声優業）
太字はメインキャラクター。

### テレビアニメ
1998年
- 彼氏彼女の事情（瀬奈りか）

2002年
- 七人のナナ（ナナりん）
- ぷちぷり*ユーシィ（ココルー）

2003年
- MOUSE（栗林弥生）

2004年
- スクールランブル（2004年 - 2006年、サラ・アディエマス）- 2シリーズ

2006年
- ギャラクシーエンジェる〜ん（メリッサ）
- Strawberry Panic（白檀籠女）
- 蟲師（吹）

2007年
- ケンコー全裸系水泳部 ウミショー（静岡みれい）
- Saint October（白藤菜月）
- 天元突破グレンラガン（ニア）
- ドラゴノーツ -ザ・レゾナンス-（クラタ・サキ）

2008年
- まかでみ・WAっしょい!（ファルチェ・ザ・ヴァリアブルワンド）

2009年
- 青い花（杉本和佐）
- うみものがたり 〜あなたがいてくれたコト〜（ワリン）
- にゃんこい!（橋本雛子、ノワール）

2010年
- オオカミさんと七人の仲間たち（白雪姫乃）
- 学園黙示録 HIGHSCHOOL OF THE DEAD（鞠川静香）

2011年
- たまゆら シリーズ（2011年 - 2013年、ももねこ）- 2シリーズ
- Rio RainbowGate!（アーニャ・ヘルシング）

2012年
- 武装神姫（フキ）

2013年
- キルラキル（満艦飾好代）

2014年
- ガンダム Gのレコンギスタ（ラライヤ・マンディ / ラライヤ・アクパール）
- Re:␣ ハマトラ（ミオ）

2018年
- うちのウッチョパス （ママ）

### 劇場アニメ
- それいけ!アンパンマン 人魚姫のなみだ（2000年、ジェニック･フィッシーズ）
- トップをねらえ! & トップをねらえ2! 合体劇場版!!（2006年、ノノ）
- 劇場版 天元突破グレンラガン（2008年 - 2009年、ニア[19][20]）- 2作品[一覧 1]
- ドットハック セカイの向こうに（2012年、長谷部果歩、マサル・セブン）
- アラーニェの虫籠（2018年、桐花）
- Gのレコンギスタ I - IV（2019年 - 2021年、ラライヤ・マンディ[21]） - 4作品[22][23]

### OVA
- フリクリ（2000年、ミヤジ・ジュンコ）
- トップをねらえ2!（2004年、ノノ[24]）
- スクールランブル OVAシリーズ（2005年 - 2008年、サラ・アディエマス）- 2作品
- エア・ギア 黒の羽と眠りの森 -Break on the sky-（2010年、皇杞枢）
- たまゆら OVAシリーズ（2010年 - 2015年、ももねこ、白ももねこ[注 2]）- 2作品
- 学園黙示録 Drifters of the Dead（2011年、鞠川静香）

### ゲーム
2001年
- the FEAR（福井裕佳梨）※声の出演はなし

2002年
- 想い出にかわる君 〜Memories Off〜（黒須カナタ）

2003年
- メモオフみっくす（黒須カナタ）

2005年
- ショコラ 〜maid cafe "curio"〜（橘さやか） - PS2版
- 乙女はお姉さまに恋してる（2005年 - 2010年、高根美智子） - 2作品
- BALDR FORCE EXE（瀬川みのり） - PS2版
- スクールランブル シリーズ（2005年 - 2006年、サラ・アディエマス） - 2作品
  - 姉さん事件です！（2005年）
  - 二学期 恐怖の(?)夏合宿! 洋館に幽霊現る!? お宝を巡って真っ向勝負!!!の巻（2006年）

2006年
- Strawberry Panic! GIRLS' SCHOOL IN FULLBLOOM（白檀籠女）
- true tears（2006年 - 2008年、井上祇園） - 2作品
- パルフェ -Chocolat Second Style-（橘さやか）

2007年
- 天元突破グレンラガン（ニア・テッペリン）
- 武装神姫 BATTLE RONDO（忍者型MMS フブキ、ミズキ）
- ウミショー（静岡みれい）

2008年
- ディシディア ファイナルファンタジー（ティナ・ブランフォード）
- ひぐらしのなく頃に絆 第一巻・祟 / 第二巻・想（牧村珠子） - 2作品
- もえスタ 〜萌える東大英語塾〜（花夢若菜）
- ルミナスアーク2 ウィル（リーナ）
- ガンダム クロニクルバトライン（オペレーター）

2009年
- キモかわE!（サリエル）
- GALAXY ANGEL II 永劫回帰の刻（アイラ・カラメル）
- サイキン恋シテル？（ふわふわ）
- 仙魔道（ツバキ）
- ディシディア ファイナルファンタジー ユニバーサルチューニング（ティナ・ブランフォード〈戦闘ボイス日本語版限定〉）
- ファイナルファンタジーXIII（ヲルバ＝ダイア・ヴァニラ）
- ルーンファクトリー3（シア）

2010年
- ゴッドイーター（シオ）
- ゴッドイーターバースト（シオ）
- Tartaros-タルタロス-（ナギ）
- 白銀のカルと蒼空の女王（ミルスキ・リーンネ）
- 武装神姫 BATTLE MASTERS（忍者型MMS フブキ）

2011年
- 第2次スーパーロボット大戦Z 破界篇 / 再世篇（2011年 - 2012年、ニア・テッペリン / メッセンジャー・ニア） - 2作品
- ディシディア デュオデシム ファイナルファンタジー（ティナ・ブランフォード）
- ファイナルファンタジーXIII-2（ヲルバ＝ダイア・ヴァニラ）
- 武装神姫 BATTLE MASTERS Mk.2（忍者型MMS フブキ）

2013年
- スロッターマニアV 学園黙示録 HIGHSCHOOL OF THE DEAD（鞠川静香）
- 鬼斬（プレイヤーボイス、ムツミ）
- コズミックブレイク（さくら）
- ライトニング リターンズ ファイナルファンタジーXIII（ヲルバ＝ダイア・ヴァニラ）

2014年
- 第3次スーパーロボット大戦Z 時獄篇 / 天獄篇（2014年 - 2015年、ニア・テッペリン、ノノ） - 2作品
- ファイナルファンタジー エクスプローラーズ（ティナ）

2015年
- ケイオスドラゴン 混沌戦争（清香）
- ゴッドイーター リザレクション（シオ）
- チェインクロニクル〜絆の新大陸〜（キア、女神ティリス）
- ディシディア ファイナルファンタジー（ティナ・ブランフォード）
- ひぐらしのなく頃に粋（牧村珠子）
- フルボッコヒーローズX（シオ）

2016年
- スーパーロボット大戦X-Ω（ノノ）
- 討鬼伝2（紅月）
- Battleship Girl -鋼鉄少女-（ウォースパイト、神通、ヨークタウン）
- ワールド オブ ファイナルファンタジー（ティナ）

2017年
- ディシディア ファイナルファンタジー オペラオムニア（ティナ・ブランフォード、ヲルバ＝ダイア・ヴァニラ）
- ガンダムバーサス（ラライヤ・アクパール）
- ビーナスイレブンびびっど!（ニア）

2018年
- ディシディア ファイナルファンタジー NT（ティナ・ブランフォード）
- チェインクロニクル3（トリリカ）
- スーパーロボット大戦X（ラライヤ・マンディ / ラライヤ・アクパール、ニア・テッペリン）
- ゴッドイーターレゾナントオプス（シオ）

2019年
- 機動戦士ガンダム エクストリームバーサス2（2019年 - 2025年、ラライヤ・アクパール） - 4作品

2020年
- SDガンダム GGENERATION CROSSRAYS（ラライヤ・アクパール） - DLC追加キャラクター

2022年
- チョコボGP（ティナ）
- ソウルタイド（フリージア）

2023年
- ルーンファクトリー3スペシャル（シア）

2024年
- 機動戦士ガンダム アーセナルベース（ラライヤ・アクパール）

### パチンコ・パチスロ
- パチスロ トップをねらえ2!（2010年、ノノ）
- CRぱちんこRio（2011年、アーニャ・ヘルシング）
- パチスロ 学園黙示録 HIGHSCHOOL OF THE DEAD（2013年、鞠川静香）
- CRぱちんこRio -Rainbow Road-（2014年、アーニャ・ヘルシング[41]）
- パチスロ ゴッドイーター（2015年、シオ）
- CR天元突破グレンラガン（2016年、ニア・テッペリン）
- CR学園黙示録 HIGHSCHOOL OF THE DEAD（2017年、鞠川静香[42]）
- パチスロ学園黙示録 ハイスクール・オブ・ザ・デッド（2018年、鞠川静香）

### 吹き替え
- 18・29〜妻が突然18才!?（シン・ジヨン）

### ドラマCD
1999年
- フェアリーセクター テントー2 Original SoundTrack（福井裕佳梨）
- 彼氏彼女の事情 アクト・ゼロ（瀬名りか）

2002年
- 七人のナナ シリーズ（ナナりん）
  - 七人のナナ〜side story of nana〜 音楽の時間
  - 七人のナナ オリジナルサウンドトラック〜side story of nana II〜

2003年
- らぶドル 〜Lovely Idol〜 シリーズ（2003年 - 2004年、北条美奈）
  - らぶドル 1st.project（2003年）
  - らぶドル Radio Project（2004年）

- 想い出にかわる君 〜Memories Off〜（黒須カナタ）
- 花鳥風月 マウスでChu!（栗林弥生）
- ぷちぷり*ユーシィ Magic Square 1（ココルー）
- みすてぃっく放送部 シリーズ（椿有紗）
  - ドラマCD 1st Take
  - ドラマCD 2nd Take
  - ドラマCD 3rd Take
  - 風立ちぬ
  - ドラマCD 2nd Season 風の名前 Vol.1
  - ドラマCD 2nd Season 風の名前 Vol.2

2005年
- 彼氏彼女の事情 メモリアルドラマCD FINAL ACT（沢田りか）

2006年
- かみさまのいうとおり!（鳥居たまも）
- Strawberry Panic ル・リム編 お姉さまとメイドそうどう（白檀籠女）
- トップをねらえ2! トップレスドラマ!（ノノ）

2007年
- ソーダ屋のソーダさん。（早田沙和）

2008年
- ドラゴノーツ-ザ・レゾナンス- ドラマ&キャラクターソング vol.3（クラタ・サキ）

2009年
- うみものがたり〜あなたがいてくれたコト〜 みんな、あいしてる！（ワリン）
- Rio Sound Hustle! シリーズ（アーニャ・ヘルシング）
  - Rio盛
  - Mint盛
  - Rina盛

2010年
- 時空警察ハイペリオン外伝 幕末異聞伝（千葉さな）
- ゴッドイーター（シオ）
- ファイナルファンタジーXIII シリーズ（ヲルバ＝ダイア・ヴァニラ）
  - ファイナルファンタジーXIII Episode Zero -Promise- Fabula Nova Dramatica α
  - ファイナルファンタジーXIII Episode Zero -Promise- Fabula Nova Dramatica Ω

2012年
- ドラマCD「快盗天使ツインエンジェル」Vol.4（祁答院千華）

2015年
- 魔技科の剣士と召喚魔王 ドラマCD（香耶）

### ナレーション
- 川のぬし釣り こもれびの谷せせらぎの詩 ニンテンドーDS（2007年）
- 牧場物語 キラキラ太陽となかまたち ニンテンドーDS（2008年）
- 逃亡者 おりん2 DVD-BOX（2012年）
- abemaTV通信節約モードCM（2017年）
- ゲオスーパーセール（2018年）

### ラジオ
※はインターネット配信。
1999年代
- 森久保祥太郎と福井裕佳梨のトテカンラジオ（MBSラジオ）

2000年代
- オレたちやってま〜す 木曜日（2000年 - 2001年、MBSラジオ）
- 東京キャラクターショーRADIO 火曜日（2002年 第一期きゃらしょ、ニッポン放送）
- 小島聡のラジオ・ラリアット（2002年、ラジオ日本）
- ゆる蔵、うれしいね。+ワン！（2004年 - 2005年、ラジオ大阪・ラジオ日本）
- 裕佳梨と玲子のおやすみgood sleep（2004年 - 2005年、アニスタ.TV）
- DIEBUSTER WEB RADIO TOP! LESS（2005年 - 2007年 毎週火曜日更新、音泉）
- 福井裕佳梨のアキバ帝国（2005年 - 2006年、ラジオ日本）
- ラジオトゥルーティアーズ るいと穂香の瑞鳳学園放送部(T_T)（2005年 - 2006年、ラジオ関西・音泉）
- スクラン☆お茶会!（2005年12月、文化放送・ラジオ大阪）
- スクラン二学期 ウィークエンド（2006年 - 2007年、音泉）
- 福井裕佳梨 よかったさがし（2007年、文化放送「白石涼子の聞かなきゃ☆そん♪Song!」内）
- ゴスロリ少女探偵団 ラジオ日誌（2007年、音泉）
- 福井裕佳梨の福袋（2007年、ラジオ大阪・ラジオ日本）
- 福井裕佳梨・川本成のカニフラワー（2007年 - 2008年、文化放送）
- DRAGONAUT STATION ISDA情報局（2007年、音泉）
- 羽衣と裕佳梨のまかでみ☆RADIO（2008年、アニスタ.TV）

2010年代
- こちら わい×うい放送部♪（2010年、WISETONE）
- ラジオ タルタロス（2010年全2回、音泉）
- 鳥海浩輔・福井裕佳梨のタルタロスちゃんねる（2010年、超!A&G+）

#### ラジオCD
- スクラン二学期 ウィークエンド 1 - 3時間目（2006年 - 2007年）
- ゴスロリ少女探偵団 ラジオ日誌Vol.1 - 3（2007年 - 2008年）
- 武装神姫 RADIO RONDO ラジオCD（第12回ゲスト、2008年3月21日）
- ラジオCD 羽衣と裕佳梨のまかでみ☆RADIO（2009年2月25日）

#### ラジオドラマ
- 野に咲く花 -誰も死なない2-（2010年、ハオ）
- 放送紳士ツインマスクR（2012年、祁答院千華）

### テレビ番組
1998年
- やんちゃ（1998年 - 1999年、日本テレビ）- レギュラー
- 渋谷でチュッ!（11月、テレビ東京）
- スーパージョッキー「熱湯コマーシャル」（11月、日本テレビ）

1999年
- グラビアの美少女（MONDO21）
- まねキン（1999年 - 2000年、日本テレビ）- レギュラー

2000年
- アイドル王/スペシャル in GUAM（1月、TBSテレビ）
- THE夜もヒッパレ（7月、日本テレビ）- 2度出演
- ピカイチ（2000年 - 2001年、日本テレビ）- レギュラー
- ニッテる（2000年 - 2002年、日本テレビ）- レギュラー

2002年
- 東京ディズニーリゾート・パーフェクトガイド（2002年 - 2004年）- ナビゲーター
- アキハバラ情報局（7月 - 2003年6月、アニマックス）- メイン司会

2006年
- 〜年忘れ番宣部長SP〜 今宵、私は宴会部長（12月24日、AT-X）

2007年
- Re:あにてれ情報局（8月24日、テレビ東京）
- News!371〜声優（10月 - 2009年3月、エンタ!371）- メイン司会

2008年
- 花の声優界! スター☆ボウリング 天下分け目の春の陣!富士山が境目です SP（3月23日、AT-X）
- 『ぷっ』すま（テレビ朝日）
- BSアニメ夜話「劇場版・天元突破グレンラガン 紅蓮篇」（11月5日、NHK-BS2）
- 溜池Now「忘れられない最終回No.1グランプリ」（11月、GyaO）
- しょこ♥リータ「キャラクターボイスドラマ」（11月26日 - 12月24日、テレビ東京）
- AT-X史上初の年越しナマ!大晦日だもの、最後に笑えばいいんじゃない?Yes,We Can!SP（12月31日、AT-X）

2009年
- コスコスプレプレ（1月、フジテレビCSHD）
- 声優都内観光〜マル福ツアーズ（4月 - 2011年7月、エンタ!371・PigooHD）- メイン司会
- AT-X 年越しナマ!モーッと爆笑させタイガー!人気声優くんずほぐれつSP（12月31日、AT-X）

2010年
- NaturalVoice〜81ルーム #20（11月、エンタ!371・PigooHD）
- AT-X新春ナマ!福引きスペシャル 昌也VS悠一どっちを選びまショック!!（12月31日、AT-X）

2011年
- 春の声優祭（4月、エンタ!371・PigooHD）
- スカパー!アワード2011（BSスカパー）
- 緊急決定!AT-Xアワード密着特番（10月、AT-X）
- AT-X新春福引きSP!昌也VS悠一 ナマ・ナマ・モリ・モリ龍球Z!!（12月31日、AT-X）

2012年
- アニメのキカク（8月3日、ひかりTVチャンネル1）
- 祝AT-X15周年!プレゼント特番 昌也と悠一のワイルドクリスマス!!（12月24日、AT-X）

2013年
- アニメのキカク（3月15日、ひかりTVチャンネル1）
- スパルタンMX（7月10日、TOKYO MX）

2014年
- 金田朋子・保村真のエアラジオ ON TV!（8月、AT-X）

2015年
- オレベスト!（9月16日、AT-X）

2016年
- 新春GIRLS☆演芸（1月2日、AT-X）

2017年
- 人妻☆声優presents 新春からナイショ話しちゃいます♥ 結婚ってどうなの?!SP（1月2日、AT-X）

### Web番組
- 岩男潤子のSweet Tweet Time（2010年8月11日、スカイクラッドTV・ニコニコ生放送）- ゲスト

### 映像商品
- メモオフ・セカンドコンサート コンプリートDVD（2003年3月28日）
- School Rumble PRESENTS Come! Come! Well-Come? Party（2005年3月24日）
- スクラン祭りだよ、全員集合!!（2006年10月30日）
- Saint October DVD Vol.1 - 9（2007年、顔出し出演）
- LIVE DVD Rio Super Carnival（2010年12月22日）
- シングル「世界と一緒にまわろうよ!」限定盤A付属DVD「Rio Super Carnival -extra-」（2011年1月26日）

## 出演（女優業）
太字はメインキャラクター。

### 舞台・ミュージカル
- ミュージカル「魔法使いサリー」（2000年、夢野サリー）
- ミュージカル「赤毛のアン」（2001年、アン）
- I2（2002年、妖精王）
- ココ・スマイル3（2002年、雨宮あかね）
- MEN&MAN〜男たちのバラード〜（2006年12月、京子）
- 地獄八景〜この世も、あの世も、イリュージョン〜（2007年12月、悪魔、天使の息子）
- オタクコントLIVE☆全国萌え巡りツアー登風〜勇者ちゃま20周年の大冒険！〜（2008年9月ゲスト出演）
- 博士と太郎の異常な愛情（2008年9月、乳輪寺ささめ）
- ザ・デッド・エンド（2011年10月29日 - 30日、月村美香） - 銀座博品館劇場
- コミックス☆GOGO（2012年8月17日 - 8月26日、真宮・ダージ・リン） - 俳優座劇場
- 帰ってきたアンチョビ（2012年10月12日 - 10月14日、安子） - 劇場HOPE
- メリーなヤロー☆2012（2012年12月10日 - 12月24日、みどり）

#### テレビドラマ
- 少年サスペンス 第23話（1998年、千夏）
- ナツノツボミ（2000年、タカコ）
- ビューティ7 第8話（2001年、岸沼涼子〈高校時代〉）
- D-girls 第4話（2001年、毛利智美）※ゲスト主演
- 家政婦は見た! 第20作「名門茶道家元一族の相続争い、乱れに乱れたからみ合い!「私女房になります…」秋子が心底惚れた男の秘密と茶番劇」（2002年、春山翼）
- ヴァンパイアホスト EPISODE2（2004年、小嶋サキ）※ゲスト主演
- いちばん暗いのは夜明け前 第3話（2005年、リエ）
- 結婚できない男 第7話（2006年、お嬢様）
- 時空警察ヴェッカーシグナ（2007年、南奈々〈第3・4話ゲスト主演〉、レディの声〈レギュラー〉）
- ここはグリーン・ウッド 〜青春男子寮日誌〜（2008年、蓮川すみれ）

#### Webドラマ
- 恋愛メビウス Episode8『Engagement』1（PodTV Drama）

#### 映画
- 守ってあげたい!（2000年、安西麻美）
- トワイライトシンドローム〜卒業〜（2000年、大下美咲）
- ゲット・イット・オン?（2001年、ヤヨイ）
- 多摩川少女戦争 girls are no good（2002年、トッポ）
- Jam Films（2002年、南）
- ヘヴンズ・ドア 殺人症候群（2003年、土屋美菜） MIRAI PICTURES JAPAN
- 劇場版 仮面ライダー555 パラダイス・ロスト（2003年）
- アイノカラダ（2003年、ハルカ）
- 電車男（2005年、キャンギャル）
- グロヅカ（2005年、ユウカ）
- 天使（2006年、峰さやか）
- アイ、マイ、ミー、マイン（2006年、光代）

#### Vシネマ
- フェアリーセクターテントー（1999年、福井裕佳梨）[注 4]
- フェアリーセクター テントー Battle2（2000年、福井裕佳梨）
- フェアリーセクター テントー Battle3（福井裕佳梨）
- ウルトラマンネオス 第8話（2001年、宇佐美ミサキ）
- 銀河ロイドコスモX（天宮沙輝）
- M:M-7（2002年、アザミ）
- 湘南爆走族3 10オンスの絆（2002年、津山よし子）
- 萌えよ!ドラゴンガールズ（2004年、明神知世）
- マイティ・レディ ザ・レジェンド（2016年、サラマンダ〈第3話〉）※ナレーションも担当

#### CM
1997年
- ピザカリフォルニア※デビュー作

1998年
- サンリオピューロランド
- 尾崎商事 カンコー学生服（年代不明）

1999年
- グリコ セブンティーンアイス

2000年
- 日本マクドナルド マックのっトリ大作戦
- NTTコミュニケーションズ マイライン
- 政府広報 海外渡航安全対策
- エニックス『ドラゴンクエストIII そして伝説へ…』ゲームボーイカラー版

2001年
- 第一勧業銀行（現・みずほ銀行）スクラッチ「リスにコイン!」という台詞で登場

2003年
- 魔力寶貝ver2.0私だって戦士になれる!〜スライム編〜（1月、台湾版）

2005年
- キリンレモン ブラック（4月、役柄：マキマキ・ちびレモン・ITQ4）

### PV
- REDMAN「Challenge the GAME」

## ディスコグラフィ

### シングル
| 枚  | 発売日         | タイトル          | 規格品番  | オリコン 最高位 |
| --- | -------------- | ----------------- | --------- | --------------- |
| 1st | 2003年1月21日  | ゴー！ゴー！TODAY | FUJI-1    | 圈外            |
| 2nd | 2007年3月21日  | 未知なる場所へ    | GNCA-7916 | 101位           |
| 3rd | 2007年11月21日 | Rain Of Love      | GFCA-67   | 113位           |

### アルバム
| 枚  | 発売日        | タイトル             | 規格品番 |
| --- | ------------- | -------------------- | -------- |
| 1st | 2008年2月27日 | 私が実る木の下で     | GFCA-68  |
| ※   | 2008年7月29日 | Anime Toonz Volume 4 |          |

### ビデオクリップDVD
| 枚  | 発売日        | タイトル                       | 規格品番 |
| --- | ------------- | ------------------------------ | -------- |
| 1st | 2008年3月26日 | My forest 〜私が実る木の下で〜 | GFBA-9   |

### その他参加楽曲
| 発売日         | 商品名                                           | 歌                             | 楽曲                                                                    | 備考                                                   |
| -------------- | ------------------------------------------------ | ------------------------------ | ----------------------------------------------------------------------- | ------------------------------------------------------ |
| 1999年9月5日   | フェアリーセクター テントー2 Original SoundTrack | 福井裕佳梨                     | 「Theme of FAIRY SECTER TENTO」 「Theme of FAIRYSECTER TENTO《V-Mix》」 | Vシネマ『フェアリーセクター テントー2』                |
| 1999年9月17日  | 神様お願い                                       | Jeminy!Jeans Rice!             | 「神様お願い」 「ハ・レ・ル・ヤ」                                       | ラジオ『森久保祥太郎と福井裕佳梨のトテカンラジオ』     |
| 2008年12月18日 | ドラマCD 幻想水滸伝 VOL.1                        | 福井裕佳梨                     | 「Currents 2008Version」                                                | ドラマCD『ドラマCD 幻想水滸伝 VOL.1』主題歌            |
| 2009年11月18日 | ねこねこ音頭                                     | 榊原ゆい、今井麻美、福井裕佳梨 | 「ねこねこ音頭」                                                        | テレビアニメ『にゃんこい!』挿入歌                      |
| 2011年2月9日   | MAGICAL ANGEL CREAMY MAMI official tribute ALBUM | 福井裕佳梨                     | 「Bin・Kanルージュ」                                                    | 『魔法の天使クリィミーマミ』公式トリビュート・アルバム |

### キャラクターソング
| 発売日   | 商品名                                                                  | 歌                                                                                                 | 楽曲 | 備考                                                    |
| 2002年   | 2002年                                                                  | 2002年                                                                                             | 2002年 | 2002年                                                  |
| -------- | ----------------------------------------------------------------------- | -------------------------------------------------------------------------------------------------- | --- | ------------------------------------------------------- |
| 3月27日  | 七人のナナ〜side story of nana〜 音楽の時間                             | ナナりん（福井裕佳梨）                                                                             | 「真昼の月」 | テレビアニメ『七人のナナ』関連曲                        |
| 11月7日  | えがおのてんさい/言えないから                                           | ぷちぷりーず                                                                                       | 「えがおのてんさい」 | テレビアニメ『ぷちぷり*ユーシィ』オープニングテーマ     |
| 2003年   |                                                                         | | |                                                         |
| 2月21日  | ぷちぷり*ユーシィ Magic Square 1                                        | | 「」 | テレビアニメ『ぷちぷり*ユーシィ』関連曲                 |
| 3月5日   | 想い出にかわる君 メモリーコレクションVol.1 黒須カナタ                   | 黒須カナタ（福井裕佳梨）                                                                           | 「LONELY,LONELY,BUTTERFLY」 | ゲーム『想い出にかわる君 〜Memories Off〜』関連曲       |
| 5月27日  | Voices                                                                  | みすてぃっく放送部                                                                                 | 「Voices」 | ドラマCD『みすてぃっく放送部』オープニングテーマ        |
| 5月27日  | Voices                                                                  | みすてぃっく放送部                                                                                 | 「Voices G-BULL style [virginity]」 | ドラマCD『みすてぃっく放送部』関連曲                    |
| 8月15日  | らぶドル debut maxi single『My Little Wing』                            | ショコラ                                                                                           | 「君からのそよ風」 | 読者参加企画『らぶドル 〜Lovely Idol〜』関連曲          |
| 9月27日  | 風立ちぬ                                                                | みすてぃっく放送部                                                                                 | 「風立ちぬ」 | ドラマCD『みすてぃっく放送部』エンディングテーマ        |
| 9月27日  | 風立ちぬ                                                                | みすてぃっく放送部                                                                                 | 「風立ちぬ G-BULL STYLE [girls on the moon]」 | ドラマCD『みすてぃっく放送部』関連曲                    |
| 11月7日  | ぷちぷり*ユーシィ Magic Square 2                                        | ぷちぷりーず                                                                                       | 「ともだちでライバル」 | テレビアニメ『ぷちぷり*ユーシィ』挿入歌                 |
| 12月27日 | 歌え！みすてぃっく放送部                                                | 椿有紗（福井裕佳梨）                                                                               | 「」 | ドラマCD『みすてぃっく放送部』関連曲                    |
| 2005年   |                                                                         | | |                                                         |
| 4月27日  | スクールランブル：サラ・アディエマス                                    | サラ・アディエマス（福井裕佳梨）                                                                   | 「Best Friend」 | テレビアニメ『スクールランブル』関連曲                  |
| 7月21日  | ショコラ〜maid cafe "curio"〜 original vocal album ふたりみらい         | 橘さやか（福井裕佳梨）                                                                             | 「ジグソーパズル」 | PS2ゲーム『ショコラ 〜maid cafe "curio"〜』関連曲       |
| 2006年   |                                                                         | | |                                                         |
| 3月24日  | スクールランブル Super Twin Album〜School After〜                       | | 「」 |                                                         |
| 8月2日   | トップをねらえ2! トップレスドラマ!                                      | | 「」 |                                                         |
| 8月30日  | 裏スクールランブル二学期〜DIE ANOTHER D!〜                              | サラ・アディエマス（福井裕佳梨）                                                                   | 「Poka Poka」 |                                                         |
| 2007年   |                                                                         | | |                                                         |
| 3月21日  | Wheel of fortune                                                        | ゴスロリ少女探偵団                                                                                 | 「Wheel of fortune」 | テレビアニメ『Saint October』オープニングテーマ         |
| 3月21日  | Wheel of fortune                                                        | ゴスロリ少女探偵団                                                                                 | 「Mellow Stereo」 | テレビアニメ『Saint October』第26話エンディングテーマ   |
| 3月21日  | スクールランブル二学期 ボーカルベスト 矢神のど自慢                      | | 「」 |                                                         |
| 5月9日   | Saint October キャラクターミニアルバム 白藤菜月                         | 白藤菜月（福井裕佳梨）                                                                             | 「オンナノコですもの♥」 「そばにいるからね」 「月を抱きしめて」 「キュートな呪文☆ シ・ド・レ・ミ・ファ・ソ・ファ・レ・シ・レ ☆」 「White Magic」 「私の未来」 | テレビアニメ『Saint October』関連曲                     |
| 6月6日   | Saint October キャラクターソングベストアルバム1「らぶらぶカクテル」     | ゴスロリ少女探偵団                                                                                 | 「リアルなFantasy」 「ステキなHoliday」 「Wheel of fortune（remix）」                                                                                         | テレビアニメ『Saint October』関連曲                     |
| 6月6日   | Saint October キャラクターソングベストアルバム1「らぶらぶカクテル」     | 白藤菜月（福井裕佳梨）                                                                             | 「オンナノコですもの♥（remix）」 「White Magic（remix）」 | テレビアニメ『Saint October』関連曲                     |
| 8月24日  | TVアニメ「ケンコー全裸系水泳部 ウミショー」Characters Vol.02 静岡みれい | 静岡みれい（福井裕佳梨）                                                                           | 「スキ…」 | テレビアニメ『ケンコー全裸系水泳部 ウミショー』関連曲   |
| 8月29日  | Saint October キャラクターソングベストアルバム2「涙のペンダント」       | ゴスロリ少女探偵団                                                                                 | 「Good-bye Day」 「未来へ」 | テレビアニメ『Saint October』関連曲                     |
| 8月29日  | Saint October キャラクターソングベストアルバム2「涙のペンダント」       | 葉山小十乃（片岡あづさ）、白藤菜月（福井裕佳梨）                                                   | 「P.S.ありがとう〜after graduation〜」 | テレビアニメ『Saint October』関連曲                     |
| 8月29日  | Saint October キャラクターソングベストアルバム2「涙のペンダント」       | 白藤菜月（福井裕佳梨）                                                                             | 「Starry Night」 「さよならの香り」 「キュートな呪文☆シドレミファソファレシレ☆ -Remix ver.-」 「私の未来 -Remix ver.-」                                       | テレビアニメ『Saint October』関連曲                     |
| 2008年   |                                                                         | | |                                                         |
| 2月20日  | ドラゴノーツ ドラマ&キャラクターソング vol.3                            | クラタ・サキ（福井裕佳梨）、カケイ・リョウコ（小林ゆう）、ジングウジ・メグミ（中村知世）           | 「HELTER SKELTER」 「It's fine today」 | テレビアニメ『ドラゴノーツ -ザ・レゾナンス-』関連曲     |
| 11月5日  | M☆O☆S☆O乱舞                                                             | MA♡chu♡RI                                                                                          | 「M☆O☆S☆O乱舞」 | テレビアニメ『まかでみ・WAっしょい!』オープニングテーマ |
| 11月5日  | M☆O☆S☆O乱舞                                                             | ファルチェ（福井裕佳梨）                                                                           | 「M☆O☆S☆O乱舞（ファルチェの場合）」 | テレビアニメ『まかでみ・WAっしょい!』関連曲             |
| 12月3日  | 奇跡の降る夜〜Crystal Christmas                                         | MA♡chu♡RI                                                                                          | 「奇跡の降る夜〜Crystal Christmas」 | テレビアニメ『まかでみ・WAっしょい!』第12話挿入歌       |
| 2010年   |                                                                         | | |                                                         |
| 2月10日  | Rio Sound Hustle! -MEGA盛-                                              | アーニャ（福井裕佳梨）                                                                             | 「夢はスーパースター☆」 | テレビアニメ『Rio RainbowGate!』挿入歌                  |
| 10月20日 | こちら わい×うい放送部♪ The CD vol.1                                    | ユカリン（福井裕佳梨）                                                                             | 「マーメイド・キッス」 |                                                         |
| 10月20日 | こちら わい×うい放送部♪ The CD vol.1                                    | ユカリン（福井裕佳梨）、アヤナッチ（笹川亜矢奈）、カナッペ（酒井香奈子）、コンチャン（近藤佳奈子） | 「大きな愛・地球☆」 「わい×うい学園校歌」 |                                                         |
| 2011年   |                                                                         | | |                                                         |
| 12月28日 | テレビアニメーション『たまゆら〜hitotose〜』ボーカルアルバム、なので。  | | 「」 | テレビアニメ『たまゆら〜hitotose〜』関連曲              |
| 2012年   |                                                                         | | |                                                         |
| 1月10日  | 武装神姫 CHARACTER SONG and SPECIAL RADIO RONDO Vol.3                   | 忍者型MMSフブキ（福井裕佳梨）                                                                      | 「十六夜」 「十六夜（uni Remix）」 | ゲーム『武装神姫』関連曲                                |

## グラビア関連作品

### 写真集
- Ciao!（2000年2月、ソフトガレージ、撮影：伊藤隼也）
- pet（2000年12月、祥伝社、撮影：円山正史）
- ポストカードブック（2002年11月、撮影：山岸伸）
- ゆかりんの本（2003年3月、白泉社、撮影：上野勇、小池伸一郎）

### イメージビデオ
| 発売日         | タイトル                        | 規格品番   | メーカー                   |
| -------------- | ------------------------------- | ---------- | -------------------------- |
| 2000年7月21日  | Collage                         | VPBF-11123 | バップ                     |
| 2001年3月23日  | PROOF                           | VPBF-11221 | バップ                     |
| 2001年8月20日  | Brilliant                       | LCDV-20022 | ラインコミュニケーションズ |
| 2002年4月29日  | 福井裕佳梨                      | HODV-5015  | h.m.p・デジキューブ）      |
| 2002年8月8日   | happppy!?                       | KOV04-32   | h.m.p                      |
| 2004年10月27日 | 福井裕佳梨〜美ら妻物語〜        | UVHP-0001  | ULF                        |
| 2005年9月25日  | 福井裕佳梨〜電話女〜            | FDGD-0040  | フォーサイド・ドット・コム |
| 2006年10月24日 | 福井裕佳梨 ゆかりん10周年記念日 | DLGN-008   | TMC                        |
| 2010年10月22日 | ゆかりん物語                    | TSDV-41306 | 竹書房                     |

### スチールCM
1999年
- サンリオ・ピューロランド25周年カタログ4月（表紙・案内）
- 日本図書普及/図書券・図書カード6月 イメージガール（ポスター）

2002年
- Cute246/呉服屋 市田1月（2002年浴衣イメージガール）年契 ポスターイベント多数

2004年
- 結婚情報サイト「HAPPINESS」12月イメージガール

2006年
- アルファ OCM2006年10月イメージガール

## 漫画・イラスト
- B.L.T.（4コマ漫画）連載
- ナイガイ新聞（4コマ漫画+コラム）連載
- 月刊ニュータイプイラスト連載
- ココ・スマイル4金星のステージ ポスターイラスト
- 月刊デ・ビュー（4コマ漫画）連載